# Sestav šestih kvadratnih antiprizem
Sestav šestih kvadratnih antiprizem je v geometriji uniformni poliederski sestav, ki ga sestavlja šest kvadratnih antiprizem, ki so razporejene v parih vzdolž osi s 4-kratno vrtilno simetrijo kocke. Je rezultat dveh enantiomerov sestava treh kvadratnih antiprizem.

## Vir
- Skilling, John (1976), »Uniform Compounds of Uniform Polyhedra«, Mathematical Proceedings of the Cambridge Philosophical Society, 79 (03): 447–457, doi:10.1017/S0305004100052440, MR 0397554.